# Liatongus amitinus
Liatongus amitinus är en skalbaggsart som beskrevs av Antoine Boucomont 1921. Liatongus amitinus ingår i släktet Liatongus och familjen bladhorningar. Inga underarter finns listade i Catalogue of Life.